# Casa Elfrida Lobo
A Casa Elfrida Lobo é um edifício histórico da cidade de Paranaguá, estado do Paraná. A edificação, localizada no Centro Histórico da cidade, é tombada pelo Patrimônio Histórico do Estado do Paraná.
A casa é de propriedade da Prefeitura Municipal e faz parte do complexo turístico, além de abrigar o Centro de Letras, o Coral Asa Branca, o Conselho da Mulher e um atelier de artes plásticas e restauração.

## História

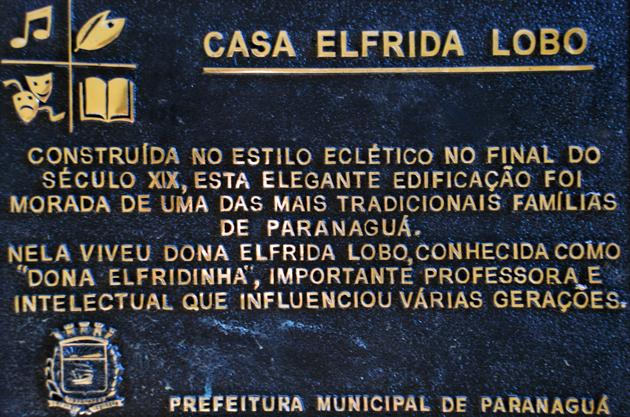
Placa de inauguração da Casa Elfrida Lobo

Construída entre o final do século XIX e início do século XX, foi adquirida pelo comerciante Antônio Lobo em 1930 para ser a residência da família. Três gerações dos "Lobos" residiram no local até 1970, quando houve a venda do imóvel. Após ser adquirida pelo município, a residência recebeu o nome da última proprietária da tradicional família, Elfrida Lobo, professora que se dedicou a instrução de várias gerações de parnanguaras.
A professora Elfrida Lobo, também  conhecida como  “Dona Elfridinha”, viveu nesta casa juntamente com seus filhos. Ela destacou-se no ensino de francês no colégio “José Bonifácio” e foi uma das damas mais tradicionais e ativas da cidade, permanecendo na memória da cidade, pelos seus dotes de cultura e refinamento. Mãe e educadora exemplar, deixou um exemplo nobre de edificação e nobreza de caráter.  
Na década de 1990, foi avaliado pela Curadoria do Patrimônio Histórico e Artístico Estadual e no dia 8 de novembro de 1999, foi tombada como imóvel de interesse histórico pela Secretaria de Estado da Cultura do Paraná..

## Arquitetura
Em estilo eclético, é uma construção em alvenaria de tijolo com cobertura de telhas cerâmicas. Sua arquitetura é características das construções luso-brasileiras do século XIX, porém, mantém ornamentos e composições de origens diversas, destacando-se a platibanda da fachada principal, que são colunelos em forma de jarros em meio à cimalha denticulada que assentam os beirais do telhado.
As portas, ornamentos e gradis são originais e a parede, com parreiras desenhadas à estêncil, foram recuperadas durante o processo de restauração. O piso é coberto por ladrilhos hidráulicos e os jardins, em formas de claves e instrumentos musicais, são originais.